# Donald Roderick MacLaren
Donald Roderick MacLaren, kanadski letalski častnik, vojaški pilot in letalski as, * 8. maj 1893, Ottawa, Ontario, † 4. julij 1989.
Major MacLaren je v svoji vojaški službi dosegel 54 zračnih zmag.

## Življenjepis
Med prvo svetovno vojno je bil pripadnik 46. eskadrilje Kraljevega letalskega korpusa.
Po vojni je sodeloval pri ustanovitvi Kraljevega kanadskega vojnega letalstva.

## Odlikovanja
- Distinguished Service Order (DSO)
- Military Cross (MC) s ploščico
- Distinguished Flying Cross (DFC)
- vitez legije časti
- Croix de Guerre s palmo